# Christoph von Bernuth
Christoph von Bernuth (* 1968 in Rochester Minnesota, USA) ist ein deutscher Opernregisseur.
Bernuth wurde als Sohn des Arztes Götz von Bernuth geboren und erhielt seine Ausbildung namentlich als Assistent zahlreicher Regisseure des Musiktheaters, darunter Willy Decker, Jens-Daniel Herzog, Peter Konwitschny, Barrie Kosky, Nikolaus Lehnhoff, Christof Nel, Vera Nemirova und George Tabori. Er leitete von 1997 bis 2009 den szenischen Bereich der Innsbrucker Festwochen der Alten Musik unter René Jacobs. Zwischen 2000 und 2005 war er zugleich als Spielleiter an der Staatsoper Hamburg tätig.
Bernuth wirkte darüber hinaus u. a. beim Festival d’Aix-en-Provence, im Festspielhaus Baden-Baden, dem Theater Basel, der Semperoper und den Dresdner Musikfestspielen, der Oper Köln, der Opéra de Lyon, dem Teatro Real Madrid, der Mailänder Scala, der Opéra de Montpellier, der Opéra National de Paris und den Schwetzinger Festspielen.
Von 2010 bis 2014 war er Operndirektor der Innsbrucker Festwochen.